# Reschofszky Artur
Reschofszky Artúr, Reschofszki (Boldogkőváralja, 1889. október 17. – Auschwitzi koncentrációs tábor, 1944) zsidó hittanár, nagyatádi, abonyi, majd losonci főrabbi, egyházi író.

## Élete
Reschofszki Lipót és Fuchs Lea Sarolta fia. 1907 és 1917 között a Budapesti Rabbiképző növendéke volt. 1916-ban avatták bölcsészdoktorrá, 1918-ban pedig rabbivá. Ugyanebben az évben a Pesti Izraelita Hitközség vallástanára lett. 1919. április 29-én Budapesten, az Erzsébetvárosban nőül vette Vilk Virág fogtechnikust. 1922-ben a nagyatádi hitközség választotta meg rabbijának, majd három évi működés után 1925-től abonyi, 1929-től pedig losonci főrabbi lett.
A holokauszt idején deportálták, Auschwitzban vesztette életét.

## Munkája
- Tanchum Jerusalmi Mursid alkáfi (1916)